# Ethel-Julie Puig-Arjona
Ethel-Julie Puig-Arjona (* 12. Juni 1981 in Narbonne) ist eine ehemalige französische Beachvolleyballspielerin und vierfache französische Meisterin im Sand.

## Karriere
Ethel-Julie Arjona, wie sie damals noch hieß, spielte 1998 bis 2000 in Marseille ihre ersten internationalen Turniere mit Tatiana Barrera. Der größte Erfolg der beiden war die Bronzemedaille bei der Europameisterschaften der unter Neunzehnjährigen 1999 in Finestrat.
Bei der Weltmeisterschaft im gleichen Jahr kam das Duo allerdings nicht über den geteilten letzten Platz hinaus. Ebenfalls in dieser Saison wurden sie Dritte bei den französischen Meisterschaften, ein Ergebnis, das sie in der folgenden Spielzeit um einen Rang verbessern konnten. Bei der U23-EM wurden sie anschließend Fünfte. 2001 ging es mit Loréna Indrémilla für Arjona bei den Landesmeisterschaften eine weitere Stufe nach oben. Mit Marion Castelli nahm sie an der Junioren-WM in Le Lavandou teil, die beiden wurden Neunzehnte. Bei der Europameisterschaft 2002 in Basel schied die in der Region Okzitanien geborene Sportlerin mit ihrer neuen Partnerin Virginie Kadjo nach zwei Niederlagen gegen die Spanierinnen Alcon/Cati Pol und die Deutschen Ahmann/Vollmer früh aus, entschädigte sich aber dafür mit dem zweiten Gewinn des Championnats de France Beach Volley Senior. Ein Jahr später wurden die beiden Französinnen Fünfte der Mailand Open, kamen aber in der Gruppenphase der WM in Rio de Janeiro nicht über den letzten Platz hinaus.
Stattdessen gelang Arjona 2004 Titel Nummer drei in Frankreich, der zweite mit Virginie Kadjo. Bei der EM am Timmendorfer Strand setzten sie sich in der Vorrunde gegen zwei ukrainische Duos durch und unterlagen im Achtelfinale den Deutschen Pohl/Rau in drei Sätzen. Im gleichen Jahr wurden sie bei drei Open-Turnieren der FIVB World Tour Neunter und in Mailand Siebter. In ihrem ersten Spiel der WM 2005 in Berlin verloren sie gegen die Norwegerinnen Håkedal/Tørlen und scheiterten nach zwei Siegen auf der Verlierer-Seite an dem kubanischen Team Ribalta/Crespo. Anschließend standen sie in zwei Endspielen von Satellite-Turnieren, von denen sie eins gewannen und wurden Fünfte der Montreal Open. 2006 standen sie ein weiteres Mal im Endspiel ihrer Landesmeisterschaften. 2007 wechselte die aus dem Département Aude stammende Athletin noch einmal zu ihrer Partnerin der Juniorinnen-Welttitelkämpfe von 2001. Mit Marion Castelli bestritt Ethel Puig ihre letzten beiden internationalen Turniere in Paris und Marseille und erkämpfte ihren vierten französischen Meistertitel.

## Privates
Tochter Meïly kam am 1. November 2012 zur Welt, deren ältere Schwester heißt Lycia. Benoît Puig ist der Vater der Kinder.